# Вест Јуниверсити Плејс (Тексас)
Вест Јуниверсити Плејс (енгл. West University Place) град је у америчкој савезној држави Тексас. По попису становништва из 2010. у њему је живело 14.787 становника.

## Демографија
Према попису становништва из 2010. у граду је живело 14.787 становника, што је 576 (4,1%) становника више него 2000. године.
| Група             | 2000.          | 2010.          |
| Белци             | 12.602 (88,7%) | 12.066 (81,6%) |
| Афроамериканци    | 71 (0,5%)      | 119 (0,8%)     |
| Азијати           | 673 (4,7%)     | 1.245 (8,4%)   |
| Хиспаноамериканци | 671 (4,7%)     | 1.027 (6,9%)   |
| Укупно            | 14.211         | 14.787         |